# Tournoi de tennis de Baden-Baden
Le tournoi de Baden-Baden était un tournoi de tennis masculin et féminin se déroulant à Baden-Baden en Allemagne.

## Histoire
Haut lieu de villégiature de l'Empire allemand au cours du XIXe siècle en raison de ses stations thermales, la ville de Baden-Baden accueille régulièrement la noblesse russe et anglaise. Ces derniers établissent notamment un club de tennis et un golf, les premiers d'Allemagne.
Le tournoi était disputé sur terre battue.

## Palmarès

### Simple masculin
| No | Date | Nom et lieu du tournoi | Catégorie | Dotation | Surface      | Vainqueur         | Finaliste              | Score                    |  |
| -- | ---- | ---------------------- | --------- | -------- | ------------ | ----------------- | ---------------------- | ------------------------ |  |
| 1  | 1896 | , Baden-Baden          |           | NC $     | Terre (ext.) | Reginald Doherty  | Victor Voss            | 6–1, 7–5, 6–2            |  |
| 2  | 1897 | , Baden-Baden          |           | NC $     | Terre (ext.) | Reginald Doherty  | Lawrence Doherty       | NC                       |  |
| 9  | 1904 | , Baden-Baden          |           | NC $     | Terre (ext.) | Otto Froitzheim   | George Greene          | 6–1, 3–6, 9–7            |  |
| 10 | 1905 | , Baden-Baden          |           | NC $     | Terre (ext.) | Anthony Wilding   | George Greene          | NC                       |  |
| 11 | 1906 | , Baden-Baden          |           | NC $     | Terre (ext.) | Anthony Wilding   | George Greene          | 6–1, 6–2, 6–1            |  |
| 12 | 1907 | , Baden-Baden          |           | NC $     | Terre (ext.) | Anthony Wilding   | Otto Froitzheim        | 6–3, 6–2, 6–3            |  |
| 13 | 1908 | , Baden-Baden          |           | NC $     | Terre (ext.) | Anthony Wilding   | Otto Froitzheim        | 6–4, 6–3, 6–4            |  |
| 14 | 1909 | , Baden-Baden          |           | NC $     | Terre (ext.) | Otto Froitzheim   | Friedrich-Wilhelm Rahe | NC                       |  |
| 15 | 1910 | , Baden-Baden          |           | NC $     | Terre (ext.) | Oscar Kreuzer     | Otto Froitzheim        | 4–6, 4–6, 6–4, 6–1, 4-2  |  |
| 31 | 1932 | , Baden-Baden          |           | NC $     | Terre (ext.) | Jacques Brugnon   | Patrick Hughes         | 6–3, 6–2, 6–4            |  |
| 35 | 1936 | , Baden-Baden          |           | NC $     | Terre (ext.) | Henner Henkel     | Adam Borowski          | 5–7, 6–2, 7–5, 2–6, 7–5  |  |
| 36 | 1937 | , Baden-Baden          |           | NC $     | Terre (ext.) | Bernard Destremau |                        | NC                       |  |
| 37 | 1950 | , Baden-Baden          |           | NC $     | Terre (ext.) | Jaroslav Drobný   | Heraldo Weiss          | 6–1, 6–1                 |  |
| 38 | 1951 | , Baden-Baden          |           | NC $     | Terre (ext.) | Jaroslav Drobný   | Sven Davidson          | 2–6, 6–2, 6–4, 6–2       |  |
| 39 | 1952 | , Baden-Baden          |           | NC $     | Terre (ext.) | Jaroslav Drobný   | Eric Sturgess          | 1–6, 6–0, 6–2            |  |
| 40 | 1953 | , Baden-Baden          |           | NC $     | Terre (ext.) | Jaroslav Drobný   | Lennart Bergelin       | 7–5, 4–6, 6–4            |  |
| 41 | 1954 | , Baden-Baden          |           | NC $     | Terre (ext.) | Jaroslav Drobný   | Giuseppe Merlo         | 9–11, 4–6, 6–2, 6–3, 6–2 |  |
| 42 | 1955 | , Baden-Baden          |           | NC $     | Terre (ext.) | Budge Patty       | Fausto Gardini         | 6–1, 8–6, 6–1            |  |
| 43 | 1956 | , Baden-Baden          |           | NC $     | Terre (ext.) | Jacques Brichant  | Budge Patty            | 6-2, 6–2                 |  |
| 44 | 1957 | , Baden-Baden          |           | NC $     | Terre (ext.) | Giuseppe Merlo    | Rupert Huber           | 6–3, 5–7, 6–4, 2–6, 6–4  |  |
| 45 | 1958 | , Baden-Baden          |           | NC $     | Terre (ext.) | Sven Davidson     | Jacques Brichant       | 6-2, 6–2                 |  |
| 46 | 1959 | , Baden-Baden          |           | NC $     | Terre (ext.) | Wolfgang Stuck    | William Knight         | 6–3, 6–3, 9–9            |  |
| 47 | 1960 | , Baden-Baden          |           | NC $     | Terre (ext.) | Luis Ayala        | Ulrich Torben          | 6–2, 6–4                 |  |
| 48 | 1961 | , Baden-Baden          |           | NC $     | Terre (ext.) | Manuel Santana    | Luis Ayala             | 10–8, 4–6, 6–3           |  |
| 49 | 1962 | , Baden-Baden          |           | NC $     | Terre (ext.) | Neale Fraser      | Fred Stolle            | 6–1, 6–4                 |  |
| 50 | 1963 | , Baden-Baden          |           | NC $     | Terre (ext.) | Roy Emerson       | José Edison Mandarino  | 6–3, 9–7. 7–5            |  |
| 51 | 1964 | , Baden-Baden          |           | NC $     | Terre (ext.) | Manuel Santana    | Ronald Barnes          | 6–3, 6–3                 |  |
| 52 | 1965 | , Baden-Baden          |           | NC $     | Terre (ext.) | Christian Kuhnke  | Tony Roche             | 3–6, 6–1, 6–3            |  |
| 53 | 1966 | , Baden-Baden          |           | NC $     | Terre (ext.) | Ken Fletcher      | John Newcombe          | 3–6, 6–3, 6–1            |  |

### Simple féminin
| No | Date      | Nom et lieu du tournoi | Catégorie | Dotation | Surface      | Vainqueure                 | Finaliste             | Score    |         |
| -- | --------- | ---------------------- | --------- | -------- | ------------ | -------------------------- | --------------------- | -------- | ------- |
| 1  | 1896      | , Baden-Baden          |           | NC       | Terre (ext.) | Elsie Lane                 | Miss Zographo         | 6–1, 6–0 |         |
| 2  | 1897      | , Baden-Baden          |           | NC       | Terre (ext.) | Blanche Bingley Hillyard   | Charlotte Cooper      | 6–2, 6–4 |         |
| 10 | 1905      | , Baden-Baden          |           | NC       | Terre (ext.) | Elsie Lane                 | Lucie Bergmann        | 6–4, 6–4 |         |
| 11 | 1906      | , Baden-Baden          |           | NC       | Terre (ext.) | Dorothea Douglass          | Toupie Lowther        | 6–4, 6–4 |         |
| 12 | 1907      | , Baden-Baden          |           | NC       | Terre (ext.) | Daisy Clark Kercheval-Hole | Hedwig Neresheimer    | 6–4, 6–3 |         |
| 13 | 1908      | , Baden-Baden          |           | NC       | Terre (ext.) | Dagmar von Krohn           | Marie Bertrand Amende | 6–2, 6–0 |         |
| 14 | 1909      | , Baden-Baden          |           | NC       | Terre (ext.) | Agnes Morton               | Dagmar von Krohn      | 6–3, 6–2 |         |
| 15 | 1910      | , Baden-Baden          |           | NC       | Terre (ext.) | Agnes Morton               | Hedwig Neresheimer    | 6–4 6–3  |         |
| 18 | 1913      | , Baden-Baden          |           | NC       | Terre (ext.) | Lilly Salin                | Anita Heimann Lent    | 6–0, 7–5 |         |
| 20 | 1921      | , Baden-Baden          |           | NC       | Terre (ext.) | Ilse Friedleben            | Frau von Udermann     | 6–0, 7–5 |         |
| 54 | 1-08-1965 | , Baden-Baden          |           | NC       | Terre (ext.) | Margaret Smith             | Lesley Turner         | 6–2, 6–1 | Tableau |
| 55 | 1966      | , Baden-Baden          |           | NC       | Terre (ext.) | Helga Schultze             | Helga Masthoff        | 6–0, 7–5 |         |

### Double
Féminin
| No | Date | Nom et lieu du tournoi | Catégorie | Dotation | Surface      | Vainqueures                  | Finalistes                         | Score |  |
| -- | ---- | ---------------------- | --------- | -------- | ------------ | ---------------------------- | ---------------------------------- | ----- |  |
|    | 1965 | Baden-Baden            |           | NC       | Terre (ext.) | Margaret Smith Lesley Turner | Annette Van Zyl Heide Schildknecht | NC    |  |